# Tor Hedendahl
Tor Hedendahl, född 1981 i Malmö, Skåne, är en svensk konstnär. 